# Challenger de Poznań 2017

El torneo Poznań Open 2017 fue un torneo profesional de tenis. Perteneció al ATP Challenger Series 2017. Se disputó en su 14.ª edición sobre superficie tierra batida, en Poznań, Polonia entre el 15 al el 23 de julio de 2017.

## Jugadores participantes del cuadro de individuales
| Favorito | País                       | Jugador               | Rank1 | Posición en el torneo |
| -------- | -------------------------- | --------------------- | ----- | --------------------- |
| 1        | Bandera de Noruega         | Casper Ruud           | 111   | Segunda ronda         |
| 2        | Bandera de Alemania        | Florian Mayer         | 114   | Segunda ronda         |
| 3        | Bandera de República Checa | Adam Pavlásek         | 136   | Semifinales           |
| 4        | Bandera de Polonia         | Jerzy Janowicz        | 141   | Segunda ronda         |
| 5        | Bandera de República Checa | Jan Šátral            | 142   | Segunda ronda         |
| 6        | Bandera de Argentina       | Guido Andreozzi       | 157   | FINAL                 |
| 7        | Bandera de España          | Rubén Ramírez Hidalgo | 172   | Cuartos de final      |
| 8        | Bandera de República Checa | Lukáš Rosol           | 215   | Cuartos de final      |

- 1 Se ha tomado en cuenta el ranking del 3 de julio de 2017.

### Otros participantes
Los siguientes jugadores recibieron una invitación (wild card), por lo tanto ingresan directamente al cuadro principal (WC):
- Michał Dembek
- Hubert Hurkacz
- Andriej Kapaś
- Victor Vlad Cornea

Los siguientes jugadores ingresan al cuadro principal tras disputar el cuadro clasificatorio (Q):
- Danylo Kalenichenko
- Mariano Kestelboim
- Jonathan Mridha
- Maciej Rajski

## Campeones

### Individual masculino
- Alexey Vatutin derrotó en la final a  Guido Andreozzi, 2–6, 7–6(10), 6–3

### Dobles masculino
- Guido Andreozzi /  Jaume Munar derrotaron en la final a  Tomasz Bednarek /  Gonçalo Oliveira, 6–7(4), 6–3, [10–4]